# Филип Атанасов
Филип Атанасов с псевдоними д-р Артур, Доктора и Adolf е български учен и общественик, деец на Македонската федеративна организация и ВМРО (обединена).

## Биография
Филип Атанасов е роден в 1888 година в костурското село Смърдеш, тогава в Османската империя. Завършва медицина във Виенския университет с българска стипендия и преподава в Медицинския факултет на Софийски университет. Член е на Костурското благотворително братство и касиер на Изпълнителния комитет на благотворителните братства.
През 1920 година напуска Втория велик македонски конгрес на Съюза на македонските братства и заедно с Никола Юруков, Христо Татарчев и Александър Димитров оглавяват Временната комисия на македонската емиграция. През декември 1921 година заедно учредяват Македонската федеративна организация. Скоро след това Никола Юруков оглавява легалната ѝ фракция, а Филип Атанасов поема нелегалната. Александър Протогеров и Филип Атанасов подписват през ноември 1920 и отново на 1 декември 1921 година договор за сътрудничество с косовския албански комитет в лицето на Реджеп Митровица и Бедри Пеяни и за съвместна дейност, но Тодор Александров скоро след това го отхвърля.
През юни 1923 година заедно със Славе Иванов е в делегация на МФО в Москва, която разговаря с Феликс Дзержински, Карл Радек, Георгий Чичерин и Михаил Трилисер.
Установява се във Виена, където с Тодор Паница и Славе Иванов ръководят МФРО с помощта на югославските власти. Посредничи при преговорите на Коминтерна и Балканската комунистическа федерация с ВМРО през 1923 - 1924 година. Сътрудник е на вестник „Македонско съзнание“.
В 1928 година с групата на Атанасов и Иванов започва преговори ВМРО (обединена). Противник на приемането им в организацията е Димитър Влахов, който се бои, че може да бъде изместен от Атанасов в контактите с Коминтерна и БКФ. Атанасов е обвинен в злоупотреби и призован към публично разкаяние. Владимир Поптомов също смята, че приемането им би засилило националреволюционното крило в Обединената за сметка на комунистическото. Именно затова в защита на Атанасов се изказват Георги Занков и Павел Шатев, позовавайки се на актива му и декларацията на Коминтерна и БКФ, че Атанасов няма задължения. В крайна сметка на 12 юли 1928 година групата е приета във ВМРО (обединена). В 1928 година Филип Атанасов и Христо Ампов обособяват 3-та революционна област (Пиринска Македония) на ВМРО (обединена). През 1930 г. Атанасов е амнистиран от ВМРО на Иван Михайлов и с гаранцията на премиера Андрей Ляпчев се завръща в България с обещание да прекрати дейността си като македонски революционер. На 9 май 1931 година Филип Атанасов, по покана на Йордан Чкатров, Михаил Монев и вече убития Йордан Гюрков, предоставя на михайловистите подробни данни за дейността на ВМРО (обединена) и македонската левица във Виена и Съветска Русия след 1924 година.
Атанасов извършва и шпионска дейност в полза на СССР във Виена и заедно с Павел Шатев по време на войната в България.
След войната емигрира в СССР, където умира около 1956 година.